# Louise Alvar
Pour les articles homonymes, voir Alvar (homonymie).
Louise Alvar, nom de scène de Louise Beckman, née en 1884 et morte en 1966, est une soprano suédoise.

## Biographie
Louise Alvar est la fille d'un député au Parlement suédois. En 1909, elle rencontre un avocat anglais, Charles Copeley Harding, au Festival de Birmingham. Elle l'épouse et s'installe à Londres où les époux recevront musiciens et écrivains : Maurice Ravel, Hugo von Hofmannsthal, Henry Wood, Joseph Conrad, Paul Valéry, Paul Dukas, Manuel de Falla…. Elle est la mère de Sigrid Copeley Harding épouse Baslini (1911-1953) et de Charles Copeley Harding fils (1915-2001), parfois aussi appelés respectivement Sigrid Alvar Harding et Charles Alvar Harding.
Elle possédait une maison de vacances à Sorgues où en 1920, elle héberge Georges Braque et sa femme Marcelle, Georges Auric et Irène Lagut.

## Carrière
Louise Alvar a interprété les compositions des musiciens français contemporains que lui signalait G. Jean-Aubry. En 1926, elle a accompagné Ravel en Scandinavie où ils ont donné des récitals à Copenhague, Oslo et Stockholm. Dans une interview, Ravel déclare : « Je ne parle pas ici de sa voix, mais de son talent pour les langues. Il est incroyable de voyager avec quelqu'un comme elle : où que nous allions elle peut communiquer avec autrui. Elle sait toutes les langues, outre celle de la musique. »